# Taça Brasil 1967
In 1967 werd de negende editie van de Taça Brasil gespeeld, een bekercompetitie waaraan staatskampioenen deelnamen. De competitie werd gespeeld van 30 juli tot 29 december. Palmeiras werd kampioen. 
América en Atlético Mineiro waren rechtstreeks voor de tweede fase geplaatst. Náutico en Botafogo waren rechtstreeks voor de derde fase geplaatst. Titelverdediger Cruzeiro en Palmeiras mochten meteen naar de halve finale. 

## Eerste fase

### Noordelijke zone

#### Noordoost
| Plaats | Club    | Wed. | W | G | V | Saldo | Ptn. |
| ------ | ------- | ---- | - | - | - | ----- | ---- |
| 1.     | Treze   | 6    | 3 | 3 | 0 | 11:6  | 9    |
| 2.     | CSA     | 6    | 2 | 3 | 1 | 11:9  | 7    |
| 3.     | ABC     | 6    | 1 | 2 | 3 | 7:12  | 4    |
| 4.     | América | 6    | 1 | 2 | 3 | 8:10  | 4    |

| Team #1 | Tot.  | Team #2 | 1ste wed | 2de wed |
| ------- | ----- | ------- | -------- | ------- |
| Leônico | 2 - 4 | Treze   | 1 - 2    | 1 - 2   |

#### Noord
| Plaats | Club      | Wed. | W | G | V | Saldo | Ptn. |
| ------ | --------- | ---- | - | - | - | ----- | ---- |
| 1.     | Paysandu  | 4    | 3 | 0 | 1 | 9:7   | 6    |
| 2.     | Piauí     | 4    | 1 | 1 | 2 | 4:4   | 3    |
| 3.     | Moto Club | 4    | 1 | 1 | 2 | 4:6   | 3    |

| Team #1 | Tot.  | Team #2  | 1ste wed | 2de wed |
| ------- | ----- | -------- | -------- | ------- |
| América | 2 - 0 | Paysandu | 1 - 0    | 1 - 0   |

### Centrale zone
| Plaats | Club       | Wed. | W | G | V | Saldo | Ptn. |
| ------ | ---------- | ---- | - | - | - | ----- | ---- |
| 1.     | Goytacaz   | 6    | 3 | 2 | 1 | 10:8  | 8    |
| 2.     | Rio Branco | 6    | 3 | 1 | 2 | 8:3   | 7    |
| 3.     | Goiás      | 6    | 1 | 4 | 1 | 4:4   | 6    |
| 4.     | Rabello    | 6    | 1 | 1 | 4 | 3:10  | 3    |

### Zuidelijke zone
| Plaats | Club        | Wed. | W | G | V | Saldo | Ptn. |
| ------ | ----------- | ---- | - | - | - | ----- | ---- |
| 1.     | Grêmio      | 4    | 2 | 2 | 0 | 12:2  | 6    |
| 2.     | Ferroviário | 4    | 2 | 1 | 1 | 6:6   | 5    |
| 3.     | Perdigão    | 4    | 0 | 1 | 3 | 6:16  | 1    |

## Tweede fase
| Team #1  | Tot.  | Team #2          | 1ste wed | 2de wed |
| -------- | ----- | ---------------- | -------- | ------- |
| América  | 3 - 1 | Treze            | 2 - 0    | 1 - 1   |
| Goytacaz | 2 - 7 | Atlético Mineiro | 1 - 2    | 1 - 5   |

## Derde fase
| Team #1          | Tot.  | Team #2  | 1ste wed | 2de wed |
| ---------------- | ----- | -------- | -------- | ------- |
| América          | 0 - 2 | Náutico  | 0 - 1    | 0 - 1   |
| Atlético Mineiro | 3 - 3 | Botafogo | 2 - 3    | 1 - 0   |

|                                  |                  |       |          |  |
| 15 november 1967 Extra wedstrijd | Atlético Mineiro | 1 – 1 | Botafogo |  |
| 15 november 1967 Extra wedstrijd |                  |       |          |  |

Mineiro ging door na kop of munt.

## Kwartfinale
| Team #1 | Tot.  | Team #2          | 1ste wed | 2de wed |
| ------- | ----- | ---------------- | -------- | ------- |
| Náutico | 3 - 2 | Atlético Mineiro | 3 - 0    | 0 - 2   |

|                                 |                  |       |         |  |
| 1 december 1967 Extra wedstrijd | Atlético Mineiro | 2 – 2 | Náutico |  |
| 1 december 1967 Extra wedstrijd |                  |       |         |  |

## Halve finale
| Team #1  | Tot.  | Team #2   | 1ste wed | 2de wed |
| -------- | ----- | --------- | -------- | ------- |
| Cruzeiro | 2 - 4 | Náutico   | 2 - 1    | 0 - 3   |
| Grêmio   | 3 - 4 | Palmeiras | 2 - 1    | 1 - 3   |

|                                  |         |       |          |  |
| 15 december 1967 Extra wedstrijd | Náutico | 0 – 0 | Cruzeiro |  |
| 15 december 1967 Extra wedstrijd |         |       |          |  |

|                                  |           |       |        |  |
| 15 december 1967 Extra wedstrijd | Palmeiras | 2 – 1 | Grêmio |  |
| 15 december 1967 Extra wedstrijd |           |       |        |  |

## Finale
|                       |          |       |                                        |                                                                                          |
| 20 december 1967 Heen | Náutico  | 1 – 3 | Palmeiras                              | Estádio Ilha do Retiro, Recife Toeschouwers: 20.000 Scheidsrechter: Arnaldo Cezar Coelho |
| 20 december 1967 Heen | Nino 17' |       | 23' César Maluco 37' Zequinha 46' Lula | Estádio Ilha do Retiro, Recife Toeschouwers: 20.000 Scheidsrechter: Arnaldo Cezar Coelho |

|  | Náutico | Palmeiras |

|                        |               |       |                      |                                                                                          |
| 27 december 1967 Terug | Palmeiras     | 1 – 2 | Náutico              | Estádio do Pacaembu, São Paulo Toeschouwers: 28.000 Scheidsrechter: Arnaldo Cezar Coelho |
| 27 december 1967 Terug | Tupãzinho 81' |       | 17' Ladeira 43' Nino | Estádio do Pacaembu, São Paulo Toeschouwers: 28.000 Scheidsrechter: Arnaldo Cezar Coelho |

|  | Palmeiras | Náutico |

|                                  |                                    |       |         |                                                               |
| 29 december 1967 Extra wedstrijd | Palmeiras                          | 2 – 0 | Náutico | Maracanã Toeschouwers: 16.577 Scheidsrechter: Armando Marques |
| 29 december 1967 Extra wedstrijd | César Maluco 7' Ademir da Guia 79' |       |         | Maracanã Toeschouwers: 16.577 Scheidsrechter: Armando Marques |

|  | Palmeiras | Náutico |

### Kampioen
| Taça Brasil de 1967           |
| São Paulo                     |
| ----------------------------- |
| PALMEIRAS Kampioen (3° titel) |

## Topschutters
| Speler            | Speler    | Goals | Club  |
| ----------------- | --------- | ----- | ----- |
| Vlag van Brazilië | Chicletes | 9     | Treze |